# 石川国助
石川 国助（いしかわ の くにすけ、生没年不詳）は、平安時代初期の貴族。氏は石河とも記される。官位は従五位上・越中介。

## 経歴
嵯峨朝にて、治部省少丞を務めながら弘仁6年（815年）に完成した『新撰姓氏録』の編纂に参画した。弘仁8年（817年）従五位下に叙爵し、翌弘仁9年（818年）越中介の官職にあった。
淳和朝の天長6年（829年）従五位上に至る。

## 官歴
『日本後紀』による。
- 時期不詳：正六位上
- 弘仁6年（815年） 7月20日：見治部省少丞[1]
- 弘仁8年（817年） 正月7日：従五位下
- 弘仁9年（818年） 10月：見越中介[2]
- 天長6年（829年） 正月7日：従五位上